# SiteKiosk
SiteKiosk ist eine in Deutschland entwickelte Kiosksoftware zur Absicherung öffentlich zugänglicher Computer sowie Info- und Internet-Terminals. Sie baut auf das proprietäre Betriebssystem Microsoft Windows und wahlweise den Microsoft Internet Explorer oder Google Chrome auf und ist kostenpflichtig. Eine Version für das Android-Betriebssystem ist ebenfalls verfügbar.

## Grundprinzip
Durch den Einsatz der Software können Geräte im sogenannten Kiosk-Modus betrieben werben. Der integrierte Webbrowser basiert dabei je nach Konfigurationsoption auf dem Chromium-Projekt des Chrome Browsers oder auf dem Webbrowser Control des Internet Explorers. SiteKiosk überlagert die Standardoberfläche des Betriebssystems und ermöglicht den geschützten Zugang zu ausgewählten Webseiten und Applikationen.
Die Android-Version arbeitet nach dem gleichen Prinzip und setzt auf den im Betriebssystem integrierten Browser auf.

## Funktionsumfang
Mit Hilfe von SiteKiosk ist es möglich, den Zugriff auf das Betriebssystem, die Systemeinstellungen, sowie Programme und Webseiten individuell ab dem Bootvorgang bis zum Herunterfahren zu beschränken. Zudem ist auch ein Jugendschutzfilter integriert, der den Zugriff auf jugendgefährdende Webseiten verhindern kann. Neben diesen primären Sicherheitsfunktionen bietet die Software durch Skins auch die Möglichkeit einer individuellen Darstellung von Startseiten oder dem integrierten Browser.
Darüber hinaus lassen sich die mit SiteKiosk betriebenen Geräte mittels einer optionalen Fernwartungssoftware zu Reparatur- und Wartungszwecken überprüfen.